# Pharomachrus
A Pharomachrus a madarak (Aves) osztályának trogonalakúak (Trogoniformes) rendjébe, ezen belül a trogonfélék (Trogonidae) családjába tartozó nem.

## Rendszerezésük
A nemet Pablo de la Llave mexikói biológus írta le 1832-ben, az alábbi 5 faj tartozik ide:
- quetzal (Pharomachrus mocinno)
- Pharomachrus antisianus
- aranyfejű kvézál (Pharomachrus auriceps)
- Pharomachrus fulgidus
- pávakvézál (Pharomachrus pavoninus)